# Taekwondo-Weltmeisterschaften 1997
Die 13. Taekwondo-Weltmeisterschaft 1997 fand vom 19. bis 23. November 1997 in Hongkong statt.
Insgesamt wurden 16 Wettbewerbe in unterschiedlichen Gewichtsklassen ausgetragen, jeweils acht für Männer und Frauen. 710 Athleten aus 80 Nationen, darunter 434 Männer und 276 Frauen, nahmen an den Wettbewerben teil.

## Ergebnisse

### Männer
| Gewichtsklasse | Gold               | Silber                 | Bronze              |
| -------------- | ------------------ | ---------------------- | ------------------- |
| - 50 kg        | Juan Antonio Ramos | Roberto Cruz           | Lee Hou-kun         |
| - 50 kg        | Juan Antonio Ramos | Roberto Cruz           | Nazim Yilmaz        |
| - 54 kg        | Chin Seung-tae     | Tsai Yi-ya             | Geraldhy Altamirano |
| - 54 kg        | Chin Seung-tae     | Tsai Yi-ya             | Vo Ludovic          |
| - 58 kg        | Huang Chih-hsiung  | Mehdi Bibak            | Liu Chuang          |
| - 58 kg        | Huang Chih-hsiung  | Mehdi Bibak            | Óscar Salazar       |
| - 64 kg        | Kim In-dong        | Ekrem Boyali           | Rafael Carreon      |
| - 64 kg        | Kim In-dong        | Ekrem Boyali           | Hsu Chi-hung        |
| - 70 kg        | Tamer Abdel Moneim | Negrel Christophe      | Shim Ki-sun         |
| - 70 kg        | Tamer Abdel Moneim | Negrel Christophe      | Zoran Krajcinovic   |
| - 76 kg        | Jose Jesus Marquez | Marco Scheiterbauer    | Kim Kyong-hun       |
| - 76 kg        | Jose Jesus Marquez | Marco Scheiterbauer    | Majid Aflaki        |
| - 83 kg        | Kim Dong-wan       | Alfredo Escobar Osorio | Ruben Montesinos    |
| - 83 kg        | Kim Dong-wan       | Alfredo Escobar Osorio | Tolis Michael       |
| + 83 kg        | Kim Je-gyoung      | Hassan Aslani          | Khalid Al-Dosari    |
| + 83 kg        | Kim Je-gyoung      | Hassan Aslani          | Nelson Saenz Miller |

### Frauen
| Gewichtsklasse | Gold             | Silber              | Bronze                |
| -------------- | ---------------- | ------------------- | --------------------- |
| - 43 kg        | Yang So-hee      | Huang Li            | Thy Vy Sok            |
| - 43 kg        | Yang So-hee      | Huang Li            | Kay Poe               |
| - 47 kg        | Chi Shu-ju       | Yoon Song-hee       | Kylie Treadwell       |
| - 47 kg        | Chi Shu-ju       | Yoon Song-hee       | Mandy Meloon          |
| - 51 kg        | Hwang Eun-suk    | Roxane Forget       | Lauren Burns          |
| - 51 kg        | Hwang Eun-suk    | Roxane Forget       | Elizabeth Delgado     |
| - 55 kg        | Jung Jae-eun     | Carine Zelmonovitch | Lai Hsio-wen          |
| - 55 kg        | Jung Jae-eun     | Carine Zelmonovitch | Raveevadee Pansombut  |
| - 60 kg        | Kang Hae-eun     | Hung Chia-chun      | Luisa Arnanz          |
| - 60 kg        | Kang Hae-eun     | Hung Chia-chun      | Miet Filipovic        |
| - 65 kg        | Cho Hyang-mi     | Morfou Drosidou     | Marlen Ramirez        |
| - 65 kg        | Cho Hyang-mi     | Morfou Drosidou     | Hsu Chih-ling         |
| - 70 kg        | Woo Eun-joung    | Mounia Bourguigue   | Monica Del Real Jaime |
| - 70 kg        | Woo Eun-joung    | Mounia Bourguigue   | Ireane Ruiz           |
| + 70 kg        | Jung Myoung-sook | Natalja Iwanowa     | Natasa Vezmar         |
| + 70 kg        | Jung Myoung-sook | Natalja Iwanowa     | Chiu Meng-jen         |

## Medaillenspiegel
| Platz | Land                | Gold | Silber | Bronze | Gesamt |
| ----- | ------------------- | ---- | ------ | ------ | ------ |
| 1     | Südkorea            | 11   | 1      | 2      | 14     |
| 2     | Chinesisch Taipeh   | 2    | 2      | 5      | 9      |
| 3     | Spanien             | 2    | -      | 4      | 6      |
| 4     | Ägypten             | 1    | -      | -      | 1      |
| 5     | Frankreich          | -    | 2      | 1      | 3      |
|       | Iran                | -    | 2      | 1      | 3      |
| 7     | Volksrepublik China | -    | 1      | 1      | 2      |
|       | Kuba                | -    | 1      | 1      | 2      |
|       | Griechenland        | -    | 1      | 1      | 2      |
|       | Türkei              | -    | 1      | 1      | 2      |
| 11    | Kanada              | -    | 1      | -      | 1      |
|       | Deutschland         | -    | 1      | -      | 1      |
|       | Marokko             | -    | 1      | -      | 1      |
|       | Philippinen         | -    | 1      | -      | 1      |
|       | Russland            | -    | 1      | -      | 1      |
| 16    | Mexiko              | -    | -      | 4      | 4      |
| 17    | Australien          | -    | -      | 3      | 3      |
| 18    | Kroatien            | -    | -      | 2      | 2      |
|       | Vereinigte Staaten  | -    | -      | 2      | 2      |
| 20    | Ecuador             | -    | -      | 1      | 1      |
|       | Saudi-Arabien       | -    | -      | 1      | 1      |
|       | Thailand            | -    | -      | 1      | 1      |
|       | BR Jugoslawien      | -    | -      | 1      | 1      |